# Raisio
Raisio (švedski Reso) grad je i općina u jugozapadnoj Finskoj, u blizini Turkua. Grad se smjestio na prometnom i trgovačkom čvorištu, a u zapisima se prvi put spominje 1292. godine. Status grada dobio je 1974. godine. Sve do polovice 20. stoljeća prostor grada bio je poljoprivredno područje, nakon čega doživljava industrijski procvat. Prema popisu stanovništva iz 2015. godine u gradu je živjelo 24.409 stanovnika na površini od 48.76 km².

## Ekonomija
Najveće poduzeće u gradu je Raisio Group, proizvođač ljudske i životinjske hrane i lijekova.
U gradu se nalazi trgovački centar Mylly, koji je jedan od najvećih na cijelom Skandinavskom poluotoku, te treća najveća IKEA u Finskoj.
Najveća poduzeća po broju zaposlenih:
| Poduzeće                  | Zaposlemi |
| ------------------------- | --------- |
| Grad Raisio               | 1.294     |
| Trgovački centar Mylly    | 1.000     |
| Raisio Group              | 630       |
| Deltamarin Oy             | 255       |
| DNA Oy                    | 230       |
| Kaukora Oy                | 175       |
| Multilift Oy              | 170       |
| Turun Pelti ja Eristys Oy | over 100  |
| Konepaja Häkkinen Oy      | 85        |
| Orsap Oy                  | 80        |
| Veho Oy                   | 68 (+23)  |
| Korhonen P O Oy           | 70        |
| Trafomic Oy               | 70        |
| Sähkö-Insto               | 60        |

## Gradovi prijatelji
Raisio je zbratimljen sa sljedećim gradovima:
- Kingisepp, Rusija
- Sigtuna, Švedska
- Csongrád, Mađarska
- Elmshorn, Njemačka

## Galerija slika
- Tržnica
- Gradski bazen
- Treća najveća IKEA na Skandinavskom poluotoku.
- Željeznička postaja.
- Gradska knjižnica.
- Vodotoranj

## Vanjske poveznice
- (fin.) Službene stranice grada
- (fin.) Trgovački centar Mylly